# REMIX ALBUM KAN-JUICE
『REMIX ALBUM KAN-JUICE』（リミックスアルバム・カンジュース）は、日本の女性歌手、観月ありさの1stリミックス・アルバム。規格品番：COCA-11638。

## 解説
1991年から1993年に発表された観月の楽曲が日本の著名DJの手により新たな魅力が吹き込まれ生まれ変わったリミックス音源アルバム。
ジャケット及びインナー写真はベスト・アルバム『FIORE』撮影時の別カットを使用し、新たに撮影された写真はない。

## 収録曲
1. TOO SHY SHY BOY!　（The Readymade Catchy Mix）
  - 作詞・作曲：小室哲哉
  - Remixed by Yasuharu Konishi
2. HE'S GONE　（Super Charged Hyper Trance Mix）
  - 作詞・作曲：小室哲哉
  - Remixed by Izumi “DMX” Miyazaki and Hirofumi Asamoto
3. 今年いちばん風の強い午後　（Dub’s Dub Mix）
  - 作詞・作曲：呉田軽穂
  - Remixed by Izumi “DMX” Miyazaki and Hirofumi Asamoto
4. 君が好きだから　（Talking Toolbox Mix）
  - 作詞：田口俊　作曲：呉田軽穂
  - Remixed by Yukihiro Fukutomi
5. 月（ルーナ）　（R&B Mix）
  - 作詞：沢ちひろ　作曲：羽田一郎
  - Remixed by Ayumi Obinata for Vacuum Productions
6. Cherry Cherry ♡ Strawberry　（Obi-One Super House Mix）
  - 作詞・作曲：小森田実
  - Remixed by Ayumi Obinata for Vacuum Productions
7. 伝説の少女　（The Legendary Readymade Mix）
  - 作詞・作曲：尾崎亜美
  - Remixed by Yasuharu Konishi